# A Quinta
A Quinta foi um reality-show português transmitido pela TVI entre 3 de outubro de 2015 e 31 de dezembro de 2015 e com produção da Endemol.
Baseado no original Quinta das Celebridades em 2004, a versão de 2015 junta celebridades e anónimos numa quinta com o objetivo de os pôr à prova num cenário rural, perante desafios típicos de uma verdadeira quinta. O prémio final atribuído ao vencedor foi de 20 000 euros.
As galas aos domingos e nomeações às terças-feiras foram apresentadas por Teresa Guilherme.
O programa estreou-se e estreou o canal TVI Reality, que emitia toda a ação da quinta ao vivo e durante 24 horas por dia.
Este foi também o primeiro reality-show da TVI transmitido no formato 16:9.

## Emissão
| Programa             | Emissão          | Horário                 | Apresentação                                                  |
| -------------------- | ---------------- | ----------------------- | ------------------------------------------------------------- |
| Direto (TVI Reality) | Todos os dias    | 24h por dia             | Sem apresentador                                              |
| Diário               | Segunda a Sexta  | 19:15-20:00             | Leonor Poeiras                                                |
| Diário               | Sábado           | 22:30-0:00              | Blocos de imagem                                              |
| Extra                | Segunda a Quinta | 23:50-1:00              | Isabel Silva                                                  |
| Extra                | Sexta            | 23:50-1:00              | Marta Cardoso                                                 |
| Notícias             | Segunda a Sexta  | Durante o horário nobre | Blocos de imagem                                              |
| Fim de Semana        | Sábado           | 18:25-20:00             | Blocos de imagem                                              |
| Nomeações            | Terça            | 19:15-20:00             | Teresa Guilherme                                              |
| Gala de Expulsão     | Domingo          | 21:40-0:20              | Teresa Guilherme                                              |
| Comentadores         | Quinta           | Durante o «Extra»       | António Raminhos                                              |
| Comentadores         | Sexta            | Durante o «Extra»       | Flávio Furtado, Pimpinha Jardim e Dr. Quintino Aires          |
| Repórteres           | –                | –                       | Isabel Silva, Marta Cardoso, Flávio Furtado e Pimpinha Jardim |

## Equipa da quinta
| Nome               | Função      |
| ------------------ | ----------- |
| Duarte Pires       | Agricultor  |
| Dr. Estêvão Reis   | Veterinário |
| Sr. Carlos Narciso | Caseiro     |

## Concorrentes

### Angélica
Angélica Jordão é algarvia mas tem ascendência brasileira e identifica-se mais com os brasileiros do que com os portugueses pela sua descontração e desinibição. Trabalha numa discoteca, mas, se pudesse escolher, seria veterinária pois considera os animais mais sinceros do que os homens. Assume-se uma pessoa carente, que nunca conseguiu ficar muito tempo sozinha mas neste momento não tem namorado. O que a incomoda mais nas pessoas é a falsidade e admite que está habituada a ser alvo de críticas e de invejas. Na Quinta garante que vai dar que falar.

### Gonçalo
Gonçalo Quinaz tem 30 anos e vive em Odivelas. É jogador de futebol profissional no Atlético Clube de Portugal, clube da segunda divisão. Tem dois filhos e vive com a mãe do primeiro filho. A mãe do segundo filho é Nereida, a polémica ex-namorada espanhola de Cristiano Ronaldo. Quando nasceu o seu filho mais novo, a imprensa escreveu muito sobre o Gonçalo, e agora com a participação na Quinta quer finalmente dar-se a conhecer ao público e deixar de ser anónimo.

### Liliana B.
Liliana Bastos é estudante de Solicitadoria, tem 23 anos e vem de Guimarães. Não gosta de relações sérias e por isso não tem namorado. É muito impulsiva e não leva desaforos para casa. Considera-se demasiado extrovertida e diz que ou a amam ou a odeiam. Já trabalhou num café mas despediu-se porque discutiu com os colegas de trabalho. A pessoa mais importante da sua vida é o irmão mais novo e por causa dele a Liliana sonha um dia trabalhar com crianças. Para A Quinta não tem planos, mas não exclui nada. Não é previsível.

### Pedro
Pedro Barros tem 25 anos e é da Charneca de Caparica. É muito confiante e procura ser o melhor em tudo, especialmente a nível físico. Pratica musculação e faz surf. Anda sempre arranjado e adora a sensação de ser observado. É gerente da empresa de construção do pai, mas prefere trabalhar como modelo. Sente-se atraído pelo mundo da fama por ter pessoas muito giras e animação. Está solteiro e não recusa a ideia de encontrar na Quinta a sua princesa.

### Liliana
Liliana Aguiar tem 35 anos, é empresária, modelo e apresentadora. Vive com o filho e, de momento, está solteira. Define-se como autêntica e espontânea e tem alergia a pessoas mentirosas e ingratas. Não suporta desarrumação e gritos. Lida bem com a fama mas por vezes fica desiludida com o que é escrito na imprensa. Na Quinta vai dar oportunidade às pessoas de a conhecerem melhor. Espera fazer novos amigos, aproveitar bem o desafio e reviver a experiência que teve no passado, no Big Brother 3.

### Saúl
Saúl Ricardo tem 28 anos e é cantor há 23, mas ainda hoje fica inseguro antes de entrar em palco. O seu primeiro sucesso foi O Bacalhau quer Alho, que na altura vendeu 120 mil cópias, o equivalente à tripla platina. Em criança tinha o sonho de ser piloto e até hoje mantém a paixão pela aviação. Considera-se uma pessoa animada, alegre e de bem com a vida e acredita que ser famoso é ser um exemplo. Casou há 4 anos com o amor da sua vida. Não gosta de pessoas mal-intencionadas e intrometidas. Na Quinta a maior dificuldade vai ser acordar com barulho, o que o deixa sempre de mau humor.

### Marta
Marta Cruz tem 31 anos, trabalha como diretora executiva numa empresa de comunicação e vive com as duas filhas. Conheceu a fama ainda menina por ser filha do apresentador Carlos Cruz, que sempre viu como um super-herói. Apesar de ser muito solicitada pela imprensa, reage mal quando o tema da notícia é a sua família. Foi modelo, apresentadora de televisão no Brasil, vendedora numa loja de animais, produtora de eventos e professora de etiqueta e auto-maquilhagem. Descreve-se como “um misto de menina e mulher, anjo e diabo!”

### Rúben
Rúben da Cruz é DJ, empresário e produtor de eventos. Cresceu na Costa de Caparica e não vive sem o mar e sem fazer surf. Outras das suas paixões são a música e jogar futebol. Está solteiro, mas não gosta de estar assim. Gosta de amar e aprecia um bom romance. Gostava de ser o Brad Pitt, pois admira muito a sua família. Considera-se trabalhador e divertido. Embirra com a desarrumação, o mau-humor e a sujidade. Tem terror do escuro. A frase que o define é: “Tenho em mim todos os sonhos do mundo”. Promete ser a diversão da Quinta.

### Larama
Luís "Larama" Andrade tem 37 anos e nasceu em Luanda. Tornou-se famoso quando ganhou o Big Brother Angola 1, o que considera ter sido uma experiência única. Depois da vitória tornou-se uma das pessoas mais solicitadas do seu país. Trabalha como relações públicas e é músico. A dança também faz parte da sua vida. Descreve-se como corajoso, honesto e muito extrovertido. Apesar de gostar de estar em grupo, valoriza muito a paz e o sossego. É apologista do trabalho e do desapego dos bens materiais e diz ser o famoso mais simples de Angola.

### Carlos
Carlos Costa tem 23 anos e tornou-se conhecido do público após participar nos talent shows Ídolos e The Voice Portugal. Assumiu um estilo muito pessoal e extravagante e é muitas vezes criticado por isso. Tem alergia a pessoas que não dizem o que pensam, é extremamente competitivo e detesta perder. O seu grande sonho é conhecer a cantora Rihanna, com quem se identifica tanto, que diz que podiam ser gémeos separados à nascença. Na Quinta promete surpreender, mesmo aqueles que pensam que o conhecem.

### Merche
Merche Romero é apresentadora de televisão e modelo, tem ascendência espanhola mas, aos 38 anos, considera-se portuguesa porque já se adaptou à vida em Portugal. De momento está solteira e vive com o filho. Não suporta a solidão, gosta de ter a casa cheia e recebe com alegria os que lhe são próximos. Define-se como uma pessoa autêntica, transparente, sensível, fiel e de personalidade forte. Quando está "em baixo" vai buscar forças ao mar. Se fosse um animal seria um pássaro, pois preza muito a sua liberdade.

### Santiago
Santiago Gomes tem 30 anos, é ator e personal trainer. Conquistou o carinho do público com a personagem Guarda Passarinho, na telenovela Espírito Indomável. Tal como a irmã, Merche Romero, tem ascendência espanhola. Escolheu Madrid para estudar representação e Portugal para viver, mas considera-se um cidadão do mundo. Tem fobia a conflitos e diz ter a mania que consegue resolver tudo. O seu ídolo é o Michael Jackson. Embirra com a estupidez, o cinismo e a maldade. Com a sua participação na Quinta quer mostrar o seu lado alegre e competitivo, e promete muitas partidas.

### Romana
Carla "Romana" Sousa tem presente a música na sua vida desde sempre por influência da família. Tornou-se famosa ainda adolescente, dando voz a grandes êxitos da música popular portuguesa. Com 34 anos, optou por um estilo de fusão de fado com world music e música tradicional. Participou no Big Brother Famosos 1 há 13 anos, e na 1.ª Companhia há 10. Em 2003 venceu o talent show Academia de Famosos. Em 2012 integrou o elenco de concorrentes de A Tua Cara não Me É Estranha. É vegetariana e viciada em chocolates. Não gosta da lida da casa, sobretudo de passar a ferro. Bem disposta e alegre, valoriza o pensamento positivo. Se fosse um animal “seria uma Fénix, pois renasce das cinzas, com mais força”. Define-se numa frase: “Sou luz ardente, menina, mulher e trago na voz a viagem da alma”.

### Paulo
Paulo Freitas do Amaral é primo de Diogo Freitas do Amaral, foi presidente da Junta de Freguesia de Cruz Quebrada - Dafundo e, aos 37 anos, é o mais novo candidato de sempre à Presidência da República. No campo político tem uma enorme admiração por Obama. Adora música e toca bateria e guitarra. Considera-se uma pessoa de trato fácil, mas embirra com estupidez e arrogância. Pai de três filhos, teve uma educação cristã e reza todos os dias à noite para ter sorte. Na Quinta, promete ter um papel divertido e despertar a curiosidade para os políticos da nova geração.

### Kelly
Kelly Medeiros ficou em quarto lugar da décima segunda edição do Big Brother Brasil, ganhou as alcunhas de "Guerreira" e "Furacão" graças à sua determinação nas provas e espírito brincalhão. Aos 31 anos, já fez de tudo um pouco. Foi feirante,manicure e empresária na área da estética mas realça que o seu verdadeiro talento é vender. Terminou um relacionamento há pouco tempo e chega à Quinta solteira. É uma mulher de fé e não acredita na sorte. É viciada em redes sociais e tem claustofobia. Na Quinta, quer aproveitar ao máximo e mostrar aos portugueses a alegria do povo brasileiro.

### Sara
Sara Norte é atriz e filha dos atores Vítor Norte e Carla Lupi, é conhecida do público português desde criança. Recorda-se da sensação maravilhosa que sentiu quando lhe pediram o primeiro autógrafo, aos 12 anos. Com 30 anos, tem dias em que dava tudo para ser anónima. Considera-se 100 % honesta e generosa, muito impulsiva e extremamente competitiva. Se fosse um animal seria um leão, pois tem muita garra e uma vontade incrível de vencer. Sofre de fobia a pássaros e terror a formigas. Assume todos os seus erros e acredita no lema: “viver, cair, aprender, levantar e seguir em frente”.

### Inês
Inês Monteiro adora moda, roupa e compras. De momento com 19 anos, esta assistente de solário, natural de Paredes, trabalha desde os 15 para poder ter as suas coisas sem limitações. É simpática, mas não deixa que ninguém a trate mal. Não gosta que lhe mexam no cabelo, porque é o seu trunfo e o seu grande orgulho. É o cabelo que chama sempre a atenção dos rapazes onde quer que vá. Frequenta o ginásio de vez em quando mas o seu maior passatempo é dormir. Tem fobia a minhocas e a tudo o que se pareça com elas. Entrar na Quinta vai ser um grande desafio.

### Luna
Maria "Luna" Vambano tem 23 anos e é personal trainer. Vive em Luanda e foi a grande vencedora do Big Brother Angola 2. É capaz das maiores loucuras por amor, definindo-se como "doce e amarga". Nunca tinha estado em Portugal até à sua entrada na Quinta e promete frontalidade enquanto concorrente.

### Érica
Érica Silva tem 26 anos e vem da Ribeira Brava, Madeira, onde é cabeleireira. Gosta de vir ao continente, especialmente no verão, porque a noite é mais agitada. Não é mulher de relações sérias, mas de amizades coloridas. Conhece muitos famosos, desde jogadores de futebol a músicos e actores. Orgulhosa e senhora do seu nariz, diz que tem jeito para mandar nas outras pessoas. Em 2013, ficou em quarto lugar na 4.ª edição da Casa dos Segredos, e semanas depois venceu o Desafio Final, 2.ª edição.

## Convidados especiais

### Patroas
- Cinha Jardim entrou durante a Gala do dia 11 de Outubro, como patroa, e saiu durante a Gala do dia 1 de Novembro.
- Érica Silva entrou durante a Gala do dia 8 de Novembro, como patroa. Passou a ser concorrente na Gala do dia 6 de Dezembro.
- Gisela Serrano entrou durante a Gala do dia 15 de Novembro, como patroa. Saiu durante a Gala do dia 6 de Dezembro.
- Sofia Sousa entrou durante a Gala do dia 6 de Dezembro, como patroa. Saiu duas semanas depois, na Gala do dia 20 de Dezembro.
- Fanny Rodrigues entrou durante a Gala do dia 13 de Dezembro, como patroa. Saiu na Gala do dia 27 de Dezembro.

### Convidados
- António Raminhos entrou e saiu durante a Gala do dia 11 de Outubro. Ele voltou e saiu na Gala do dia 20 de Dezembro de 2015.
- Larama voltou à Quinta na Gala do dia 15 de Novembro, como convidado. Saiu na Gala do dia 27 de Dezembro.
- Liliana B. voltou à Quinta na Gala do dia 22 de Novembro, como convidada. Saiu uma semana depois, no dia 29 de Novembro de 2015 após resultado da vontade do público expressa por votação realizada para o efeito.

## Entradas e eliminações
| Classificação | Classificação   | Classificação        | Classificação          | Classificação          | Classificação | Classificação | Classificação |
| #             | Concorrentes    | Origem               | Entrada                | Saída                  | Nomeações     | Total votos   | Total dias    |
| ------------- | --------------- | -------------------- | ---------------------- | ---------------------- | ------------- | ------------- | ------------- |
| 1             | Kelly Medeiros  | Almenara             | 3 de Outubro de 2015   | 1 de Janeiro de 2016   | 6             | 34            | 90            |
| 2             | Marta Cruz      | Lisboa               | 24 de Novembro de 2015 | 1 de Janeiro de 2016   | 2             | 25            | 51            |
| 2             | Marta Cruz      | Lisboa               | 3 de Outubro de 2015   | 22 de Novembro de 2015 | 2             | 25            | 38            |
| 3             | Romana          | Lisboa               | 3 de Outubro de 2015   | 1 de Janeiro de 2016   | 6             | 31            | 90            |
| 4             | Gonçalo Quinaz  | Odivelas             | 3 de Outubro de 2015   | 1 de Janeiro de 2016   | 3             | 10            | 90            |
| 5             | Santiago Gomes  | Madrid               | 3 de Outubro de 2015   | 27 de Dezembro de 2015 | 2             | 17            | 86            |
| -             | Fanny Rodrigues | Oliveira de Azeméis  | 13 de Dezembro de 2015 | 27 de Dezembro de 2015 | —             | —             | 14            |
| 6             | Érica Silva     | Ribeira Brava        | 6 de Dezembro de 2015  | 20 de Dezembro de 2015 | 1             | 0             | 15            |
| -             | Érica Silva     | Ribeira Brava        | 8 de Novembro de 2015  | 6 de Dezembro de 2015  | —             | —             | 28            |
| -             | Sofia Sousa     | Barreiro             | 6 de Dezembro de 2015  | 20 de Dezembro de 2015 | —             | —             | 14            |
| 7             | Luna Vambano    | Luanda               | 25 de Outubro de 2015  | 13 de Dezembro de 2015 | 5             | 25            | 50            |
| 8             | Saúl Ricardo    | Figueira da Foz      | 3 de Outubro de 2015   | 6 de Dezembro de 2015  | 2             | 15            | 65            |
| -             | Gisela Serrano  | Lisboa               | 15 de Novembro de 2015 | 6 de Dezembro de 2015  | —             | —             | 21            |
| 9             | Angélica Jordão | Loulé                | 3 de Outubro de 2015   | 29 de Novembro de 2015 | 2             | 15            | 58            |
| 10            | Rúben da Cruz   | Costa da Caparica    | 3 de Outubro de 2015   | 24 de Novembro de 2015 | 1             | 3             | 53            |
| 11            | Merche Romero   | Lisboa               | 3 de Outubro de 2015   | 22 de Novembro de 2015 | 1             | 8             | 51            |
| 12            | Liliana Aguiar  | Porto                | 3 de Outubro de 2015   | 15 de Novembro de 2015 | 2             | 14            | 44            |
| 13            | Pedro Barros    | Charneca de Caparica | 3 de Outubro de 2015   | 8 de Novembro de 2015  | 2             | 14            | 37            |
| 14            | Inês Monteiro   | Paredes              | 11 de Outubro de 2015  | 8 de Novembro de 2015  | 1             | 8             | 29            |
| 15            | Carlos Costa    | Funchal              | 3 de Outubro de 2015   | 1 de Novembro de 2015  | 3             | 13            | 30            |
| -             | Cinha Jardim    | Lisboa               | 11 de Outubro de 2015  | 1 de Novembro de 2015  | —             | —             | 21            |
| -             | Larama Andrade  | Luanda               | 15 de Novembro de 2015 | 27 de Dezembro de 2015 | —             | —             | 42            |
| 16            | Larama Andrade  | Luanda               | 3 de Outubro de 2015   | 25 de Outubro de 2015  | 1             | 5             | 23            |
| 17            | Sara Norte      | Lisboa               | 3 de Outubro de 2015   | 18 de Outubro de 2015  | 1             | 2             | 16            |
| 18            | Paulo F. Amaral | Oeiras               | 3 de Outubro de 2015   | 11 de Outubro de 2015  | 1             | 4             | 9             |
| -             | Liliana Bastos  | Guimarães            | 15 de Novembro de 2015 | 27 de Dezembro de 2015 | —             | —             | 7             |
| 19            | Liliana Bastos  | Guimarães            | 3 de Outubro de 2015   | 6 de Outubro de 2015   | 0             | 0             | 3             |

Legenda
|  |              |
|  | Vencedor(a)  |
|  | Eliminado(a) |
|  | Desistiu     |
|  | Expulso(a)   |
|  | Finalista    |
|  | Convidado(a) |
|  | Patroa       |

## Nomeações e expulsões
| Kelly      | Isenta                   | Romana Marta             | Larama Gonçalo              | Santiago Romana            | Romana Santiago            | Sem nomeações           | Marta Merche Marta      | Romana Marta             | Sem nomeações             | Santiago Romana          | Santiago Romana        | Romana                 | Nomeada                      | Nomeada                       | 1.º Lugar (Dia 90)         | 1.º Lugar (Dia 90) |  |
| Marta      | Paulo Saúl               | Romana Kelly             | Larama Carlos               | Pedro Inês                 | Pedro Kelly Pedro          | Sem nomeações           | Merche Luna Kelly       | Kelly                    | Sem nomeações             | Desistiu (Dia 51)        | Saúl Luna Kelly        | Luna Romana            | Nomeada                      | Imune                         | 2.º Lugar (Dia 90)         | 2.º Lugar (Dia 90) |  |
| Romana     | Rúben Santiago           | Kelly                    | Larama Carlos               | Pedro Merche               | Kelly Liliana              | Sem nomeações           | Angélica Kelly Angélica | Angélica                 | Sem nomeações             | Gonçalo Kelly Luna       | Gonçalo Luna Kelly     | 2xKelly 2xLuna 2xMarta | Nomeada                      | Nomeada                       | 3.º Lugar (Dia 90)         | 3.º Lugar (Dia 90) |  |
| Gonçalo    | Capataz                  | Kelly                    | Carlos                      | Inês                       | Inês Saúl Kelly            | Sem nomeações           | Kelly Luna Kelly        | Luna                     | Nomeado                   | Saúl Kelly Luna          | Saúl Luna Kelly        | Banido                 | Não Elegível                 | Nomeado                       | 4.º Lugar (Dia 90)         | 4.º Lugar (Dia 90) |  |
| Santiago   | Não Elegível             | Sara Kelly               | Pedro Carlos                | Angélica Pedro             | Inês Pedro Kelly           | Sem nomeações           | Kelly Luna Kelly        | Kelly                    | Sem nomeações             | Saúl Kelly Luna          | Saúl Kelly             | Kelly Luna Marta       | Não Elegível                 | Nomeado                       | Eliminado (Dia 86)         | Eliminado (Dia 86) |  |
| Érica      | Entrou (Dia 37)          | Entrou (Dia 37)          | Entrou (Dia 37)             | Entrou (Dia 37)            | Entrou (Dia 37)            | Patroa (Dias 37-65)     | Patroa (Dias 37-65)     | Patroa (Dias 37-65)      | Patroa (Dias 37-65)       | Patroa (Dias 37-65)      | Patroa (Dias 37-65)    | Isenta                 | Nomeada                      | Eliminada (Dia 79)            | Eliminada (Dia 79)         | Eliminada (Dia 79) |  |
| Luna       | Entrou (Dia 23)          | Entrou (Dia 23)          | Entrou (Dia 23)             | Isenta                     | Santiago Angélica Santiago | Sem nomeações           | Merche Angélica Liliana | Marta                    | Sem nomeações             | Saúl Kelly Santiago      | Saúl Marta Romana      | Marta                  | Eliminada (Dia 72)           | Eliminada (Dia 72)            | Eliminada (Dia 72)         | Eliminada (Dia 72) |  |
| Saúl       | Não Elegível             | Liliana                  | Pedro Gonçalo               | Angélica Pedro             | Inês Pedro Liliana         | Sem nomeações           | Luna Liliana Angélica   | Merche Luna              | Sem nomeações             | Gonçalo Luna Gonçalo     | Gonçalo Luna Marta     | Eliminado (Dia 65)     | Eliminado (Dia 65)           | Eliminado (Dia 65)            | Eliminado (Dia 65)         | Eliminado (Dia 65) |  |
| Angélica   | Capataz                  | Liliana                  | Pedro Carlos                | Carlos Romana              | Saúl Romana Pedro          | Sem nomeações           | Luna Merche Liliana     | Romana Luna              | Sem nomeações             | Santiago Romana          | Eliminada (Dia 58)     | Eliminada (Dia 58)     | Eliminada (Dia 58)           | Eliminada (Dia 58)            | Eliminada (Dia 58)         | Eliminada (Dia 58) |  |
| Rúben      | Não Elegível             | Sara Marta               | Carlos                      | Romana Santiago            | Pedro Santiago Liliana     | Sem nomeações           | Merche Luna Marta       | Marta                    | Sem nomeações             | Expulso (Dia 53)         | Expulso (Dia 53)       | Expulso (Dia 53)       | Expulso (Dia 53)             | Expulso (Dia 53)              | Expulso (Dia 53)           |                    |  |
| Merche     | Paulo Rúben              | Romana Marta             | Larama Carlos               | Carlos Romana              | Pedro Liliana Angélica     | Sem nomeações           | Angélica Luna Liliana   | Angélica                 | Sem nomeações             | Eliminada (Dia 51)       | Eliminada (Dia 51)     | Eliminada (Dia 51)     | Eliminada (Dia 51)           | Eliminada (Dia 51)            | Eliminada (Dia 51)         |                    |  |
| Liliana    | Saúl Paulo               | Romana Kelly             | Carlos                      | Saúl Inês                  | Inês Romana Santiago       | Nomeada                 | Merche Luna Angélica    | Eliminada (Dia 44)       | Eliminada (Dia 44)        | Eliminada (Dia 44)       | Eliminada (Dia 44)     | Eliminada (Dia 44)     | Eliminada (Dia 44)           | Eliminada (Dia 44)            | Eliminada (Dia 44)         |                    |  |
| Pedro      | Capataz                  | Romana Marta             | Santiago                    | Romana                     | Marta Saúl Marta           | Nomeado                 | Eliminado (Dia 37)      | Eliminado (Dia 37)       | Eliminado (Dia 37)        | Eliminado (Dia 37)       | Eliminado (Dia 37)     | Eliminado (Dia 37)     | Eliminado (Dia 37)           | Eliminado (Dia 37)            | Eliminado (Dia 37)         |                    |  |
| Inês       | Entrou (Dia 9)           | Isenta                   | Larama Gonçalo              | Gonçalo                    | Romana Marta               | Eliminada (Dia 37)      | Eliminada (Dia 37)      | Eliminada (Dia 37)       | Eliminada (Dia 37)        | Eliminada (Dia 37)       | Eliminada (Dia 37)     | Eliminada (Dia 37)     | Eliminada (Dia 37)           | Eliminada (Dia 37)            | Eliminada (Dia 37)         |                    |  |
| Carlos     | Não Elegível             | Liliana                  | Saúl                        | Angélica Santiago          | Eliminado (Dia 30)         | Eliminado (Dia 30)      | Eliminado (Dia 30)      | Eliminado (Dia 30)       | Eliminado (Dia 30)        | Eliminado (Dia 30)       | Eliminado (Dia 30)     | Eliminado (Dia 30)     | Eliminado (Dia 30)           | Eliminado (Dia 30)            | Eliminado (Dia 30)         |                    |  |
| Larama     | Imune                    | Romana Marta             | Santiago                    | Eliminado (Dia 23)         | Eliminado (Dia 23)         | Eliminado (Dia 23)      | Eliminado (Dia 23)      | Convidado (Dias 44-86)   | Convidado (Dias 44-86)    | Convidado (Dias 44-86)   | Convidado (Dias 44-86) | Convidado (Dias 44-86) | Convidado (Dias 44-86)       | Convidado (Dias 44-86)        |                            |                    |  |
| Sara       | Paulo Rúben              | Romana Kelly             | Eliminada (Dia 16)          | Eliminada (Dia 16)         | Eliminada (Dia 16)         | Eliminada (Dia 16)      | Eliminada (Dia 16)      | Eliminada (Dia 16)       | Eliminada (Dia 16)        | Eliminada (Dia 16)       | Eliminada (Dia 16)     | Eliminada (Dia 16)     | Eliminada (Dia 16)           | Eliminada (Dia 16)            | Eliminada (Dia 16)         |                    |  |
| Paulo      | Não Elegível             | Eliminado (Dia 9)        | Eliminado (Dia 9)           | Eliminado (Dia 9)          | Eliminado (Dia 9)          | Eliminado (Dia 9)       | Eliminado (Dia 9)       | Eliminado (Dia 9)        | Eliminado (Dia 9)         | Eliminado (Dia 9)        | Eliminado (Dia 9)      | Eliminado (Dia 9)      | Eliminado (Dia 9)            | Eliminado (Dia 9)             | Eliminado (Dia 9)          |                    |  |
| Liliana B. | Expulsa (Dia 3)          | Expulsa (Dia 3)          | Expulsa (Dia 3)             | Expulsa (Dia 3)            | Expulsa (Dia 3)            | Expulsa (Dia 3)         | Expulsa (Dia 3)         | Expulsa (Dia 3)          | Convidada (Dias 51-58)    | Convidada (Dias 51-58)   |                        |                        |                              |                               |                            |                    |  |
|            |                          |                          |                             |                            |                            |                         |                         |                          |                           |                          |                        |                        |                              |                               |                            |                    |  |
| Notas      | 1, 2, 3                  | 4, 5                     | 6                           | 7, 8                       | 9, 10                      | 11                      | 12, 13                  | 14                       | 15                        | 16, 17, 18               | 19                     | 20, 21, 22             | 23                           | 24                            | 25                         |                    |  |
| Nomeados   | Carlos Paulo Rúben       | Kelly Romana Sara        | Carlos Gonçalo Larama Pedro | Angélica Carlos Romana     | Inês Romana Santiago Saúl  | Liliana Pedro           | Liliana Luna            | Luna Marta Merche Romana | Gonçalo                   | Angélica Kelly Luna      | Kelly Luna Saúl        | Kelly Luna             | Érica Kelly Marta Romana     | Gonçalo Kelly Romana Santiago | Gonçalo Kelly Marta Romana |                    |  |
| Eliminado  | Liliana B. expulsa       | Sara 42% para expulsar   | Larama 58% para expulsar    | Carlos 49% para expulsar   | Inês 15% para salvar       | Pedro 45% para salvar   | Liliana 35% para salvar | Merche 43% para salvar   | Gonçalo 77% para salvar   | Rúben expulso            | Saúl 31% para salvar   | Luna 37% para salvar   | Érica 12% para salvar        | Santiago 8% para salvar       | Gonçalo 11% para vencer    |                    |  |
| Eliminado  | Liliana B. expulsa       | Sara 42% para expulsar   | Larama 58% para expulsar    | Carlos 49% para expulsar   | Inês 15% para salvar       | Pedro 45% para salvar   | Liliana 35% para salvar | Merche 43% para salvar   | Gonçalo 77% para salvar   | Rúben expulso            | Saúl 31% para salvar   | Luna 37% para salvar   | Érica 12% para salvar        | Santiago 8% para salvar       | Romana 17% para vencer     |                    |  |
| Eliminado  | Paulo 49% para expulsar  | Sara 42% para expulsar   | Larama 58% para expulsar    | Carlos 49% para expulsar   | Inês 15% para salvar       | Pedro 45% para salvar   | Liliana 35% para salvar | Merche 43% para salvar   | Marta desistiu            | Angélica 47% para salvar | Saúl 31% para salvar   | Luna 37% para salvar   | Érica 12% para salvar        | Santiago 8% para salvar       |                            |                    |  |
| Eliminado  | Paulo 49% para expulsar  | Sara 42% para expulsar   | Larama 58% para expulsar    | Carlos 49% para expulsar   | Inês 15% para salvar       | Pedro 45% para salvar   | Liliana 35% para salvar | Merche 43% para salvar   | Marta desistiu            | Angélica 47% para salvar | Saúl 31% para salvar   | Luna 37% para salvar   | Érica 12% para salvar        | Santiago 8% para salvar       | Marta 22% para vencer      |                    |  |
| Salvo      | Carlos 42% para expulsar | Romana 40% para expulsar | Carlos 31% para expulsar    | Romana 34% para expulsar   | Santiago 18% para salvar   | Liliana 55% para salvar | Luna 65% para salvar    | Luna 57% para salvar     | Gonçalo 23% para expulsar | Luna 53% para salvar     | Luna 34% para salvar   | Kelly 63% para salvar  | Romana 39% para salvar       | Romana 21% para salvar        | Kelly 50% para vencer      |                    |  |
| Salvo      | Carlos 42% para expulsar | Romana 40% para expulsar | Pedro 8% para expulsar      | Romana 34% para expulsar   | Romana 28% para salvar     | Liliana 55% para salvar | Luna 65% para salvar    | Romana 22% para salvar   | Gonçalo 23% para expulsar | Luna 53% para salvar     | Luna 34% para salvar   | Kelly 63% para salvar  | Kelly 49% para salvar        | Gonçalo 29% para salvar       | Kelly 50% para vencer      |                    |  |
| Salvo      | Rúben 9% para expulsar   | Kelly 19% para expulsar  | Pedro 8% para expulsar      | Angélica 17% para expulsar | Romana 28% para salvar     | Liliana 55% para salvar | Luna 65% para salvar    | Romana 22% para salvar   | Gonçalo 23% para expulsar | Kelly 54% para salvar    | Kelly 35% para salvar  | Kelly 63% para salvar  | Kelly 49% para salvar        | Gonçalo 29% para salvar       | Kelly 50% para vencer      |                    |  |
| Salvo      | Rúben 9% para expulsar   | Kelly 19% para expulsar  | Gonçalo 3% para expulsar    | Angélica 17% para expulsar | Saúl 39% para salvar       | Liliana 55% para salvar | Luna 65% para salvar    | Marta 46% para salvar    | Gonçalo 23% para expulsar | Kelly 54% para salvar    | Kelly 35% para salvar  | Kelly 63% para salvar  | Marta Mais votos para salvar | Kelly 42% para salvar         | Kelly 50% para vencer      |                    |  |

Notas
- I No início da gala foi revelado que a Marta e a Romana foram as mais votadas. Merche e Luna, como menos votadas, continuaram a votos até ao fim da gala.
- ↑Nota 25 : Os finalistas d' A Quinta  são: Gonçalo, Kelly Medeiros, Marta Cruz e Romana. O público vota naquele que quer ver como vencedor(a).

### Votação dos residentes
|            | Semanas | Semanas   | Semanas   | Semanas   | Semanas   | Semanas   | Semanas   | Semanas   | Semanas   | Semanas   | Semanas   | Semanas   | Semanas   | Semanas   | Semanas   | Total |
| 1          | 2       | 3         | 4         | 5         | 5         | 6         | 7         | 7         | 8         | 9         | 10        | 11        | 12        | 13        |           | Total |
| ---------- | ------- | --------- | --------- | --------- | --------- | --------- | --------- | --------- | --------- | --------- | --------- | --------- | --------- | --------- | --------- | ----- |
| Kelly      | –       | 1+1+6     | –         | 0+0       | 1+2+2     | –         | 3+1+2     | 1+1+2     | –         | 4         | 1+4       | 3         | –         | –         | 1.º lugar | 34    |
| Marta      | –       | 0+0+5     | –         | 0+0       | 1+1+2     | –         | 1+1+1     | 1+1+3     | –         | Desistiu  | 1+1       | 1+1+4     | –         | –         | 2.º lugar | 25    |
| Romana     | –       | 2+5       | –         | 2+4       | 2+3       | –         | –         | 2         | –         | 2+2       | 1+2       | 1+1+2     | –         | –         | 3.º lugar | 31    |
| Gonçalo    | –       | –         | 0+0+3     | 1+1       | 0+0+0     | –         | –         | –         | –         | 2+1       | 2         | –         | –         | –         | 4.º lugar | 10    |
| Santiago   | 1       | –         | 0+2+2     | 1+2       | 1+1+3     | –         | –         | –         | –         | 2+1       | 1         | –         | –         | –         | Eliminado | 17    |
| Érica      | Entrou  | Entrou    | Entrou    | Entrou    | Entrou    | Patroa    | Patroa    | Patroa    | Patroa    | Patroa    | Patroa    | –         | –         | Eliminada | Eliminada | 0     |
| Luna       | Entrou  | Entrou    | Entrou    | –         | –         | –         | 8         | 0+1+3     | –         | 1+3       | 4         | 1+4       | Eliminada | Eliminada | Eliminada | 25    |
| Saúl       | 2       | –         | 0+1+1     | 1+0       | 1+2       | –         | –         | –         | –         | 3         | 4         | Eliminado | Eliminado | Eliminado | Eliminado | 15    |
| Angélica   | –       | –         | –         | 3         | 0+1+1     | –         | 3+2+1     | 2+0+2     | –         | –         | Eliminada | Eliminada | Eliminada | Eliminada | Eliminada | 15    |
| Rúben      | 3       | –         | 0+0+0     | 0+0       | 0+–       | –         | –         | –         | –         | Expulso   | Expulso   | Expulso   | Expulso   | Expulso   | Expulso   | 3     |
| Merche     | –       | –         | –         | 0+1       | 0+–       | –         | 6+–       | 0+1       | –         | Eliminada | Eliminada | Eliminada | Eliminada | Eliminada | Eliminada | 8     |
| Liliana    | –       | 2+1+3     | –         | 0+0       | 0+1+3     | –         | 1+3       | Eliminada | Eliminada | Eliminada | Eliminada | Eliminada | Eliminada | Eliminada | Eliminada | 14    |
| Pedro      | –       | –         | 1+2       | 2+2       | 3+2+2     | –         | Eliminado | Eliminado | Eliminado | Eliminado | Eliminado | Eliminado | Eliminado | Eliminado | Eliminado | 14    |
| Inês       | Entrou  | –         | –         | 1+3       | 4         | Eliminada | Eliminada | Eliminada | Eliminada | Eliminada | Eliminada | Eliminada | Eliminada | Eliminada | Eliminada | 8     |
| Carlos     | 0       | –         | 1+2+8     | 2         | Eliminado | Eliminado | Eliminado | Eliminado | Eliminado | Eliminado | Eliminado | Eliminado | Eliminado | Eliminado | Eliminado | 13    |
| Larama     | –       | –         | 5         | Eliminado | Eliminado | Eliminado | Eliminado | Convidado | Convidado | Convidado | Convidado | Convidado | Convidado | Convidado |           | 5     |
| Sara       | –       | 2         | Eliminada | Eliminada | Eliminada | Eliminada | Eliminada | Eliminada | Eliminada | Eliminada | Eliminada | Eliminada | Eliminada | Eliminada | Eliminada | 2     |
| Paulo      | 4       | Eliminado | Eliminado | Eliminado | Eliminado | Eliminado | Eliminado | Eliminado | Eliminado | Eliminado | Eliminado | Eliminado | Eliminado | Eliminado | Eliminado | 4     |
| Liliana B. | Expulsa | Expulsa   | Expulsa   | Expulsa   | Expulsa   | Expulsa   | Expulsa   | Expulsa   | Convidada | Convidada |           |           |           |           |           | 0     |

### Resultados semanais
| Semana | Nomeados                         | Votação do público                                                         | Saídas     | Saídas   |
| ------ | -------------------------------- | -------------------------------------------------------------------------- | ---------- | -------- |
| Sem 1  | Paulo, Carlos, Rúben             | Paulo (49%), Carlos (42%), Rúben (9%)                                      | Liliana B. | Paulo    |
| Sem 2  | Sara, Romana, Kelly              | Sara (42%), Romana (40%), Kelly (19%)                                      | Sara       | Sara     |
| Sem 3  | Larama, Pedro, Carlos, Gonçalo   | Larama (58%), Carlos (31%), Pedro (8%), Gonçalo (3%)                       | Larama     | Larama   |
| Sem 4  | Angélica, Carlos, Romana         | Carlos (49%), Romana (34%), Angélica (17%)                                 | Carlos     | Carlos   |
| Sem 5  | Inês, Romana, Saúl, Santiago     | Inês (15%), Santiago (18%), Romana (28%), Saúl (39%)                       | Inês       | Inês     |
| Sem 5  | Liliana, Pedro                   | Pedro (45%), Liliana (55%)                                                 | Pedro      | Pedro    |
| Sem 6  | Luna, Liliana                    | Liliana (35%), Luna (65%)                                                  | Liliana    | Liliana  |
| Sem 7  | Romana, Merche, Luna, Marta      | Merche (43%) Luna (57%); Romana (22%), Marta (46%)                         | Merche     | Merche   |
| Sem 7  | Gonçalo                          | Gonçalo (77% p/ salvar, 23% p/ expulsar)                                   | Marta      | Marta    |
| Sem 8  | Angélica, Kelly, Luna            | Angélica (47%), Luna (53%); Kelly (54%)                                    | Rúben      | Angélica |
| Sem 9  | Saúl, Luna, Kelly                | Saúl (31%), Luna (34%), Kelly (35%)                                        | Saúl       | Saúl     |
| Sem 10 | Kelly, Luna                      | Luna (37%), Kelly (63%)                                                    | Luna       | Luna     |
| Sem 11 | Érica, Kelly, Marta, Romana      | Érica (12% de 3), Romana (39% de 3), Kelly (49% de 3); Marta (mais votada) | Érica      | Érica    |
| Sem 12 | Gonçalo, Kelly, Romana, Santiago | Santiago (8%), Romana (21%), Gonçalo (29%), Kelly (42%)                    | Santiago   | Santiago |
| Sem 13 | Gonçalo, Kelly, Marta, Romana    | Gonçalo (11%), Romana (17%), Marta (22%), Kelly (50%)                      | Gonçalo    | Romana   |
| Sem 13 | Gonçalo, Kelly, Marta, Romana    | Gonçalo (11%), Romana (17%), Marta (22%), Kelly (50%)                      | Marta      | Kelly    |

Legenda
- Vencedor(a)
- 2.º lugar
- 3.º lugar
- 4.º lugar
- Desistiu
- Expulso(a)
- Eliminado(a)

## Recordes da edição
| Número de concorrentes                                 | 19                                                |
| Concorrente nunca nomeado(a)                           | Liliana B.                                        |
| Concorrente mais vezes nomeado(a)                      | Kelly e Romana - 6 nomeações                      |
| Concorrente que mais "sobreviveu" às nomeações         | Kelly e Romana - "sobreviveram" a 6 nomeações     |
| Concorrente mais vezes imune                           | Luna - 2 imunidades                               |
| Concorrente eliminado(a) com menor percentagem         | Santiago - 8% para salvar, contra 3 concorrentes  |
| Concorrente eliminado(a) com maior percentagem         | Larama - 58% para expulsar, contra 3 concorrentes |
| Nomeado(a) com menor percentagem de voto para expulsar | Gonçalo - 3%, contra 3 concorrentes               |
| Nomeado(a) com maior percentagem de voto para salvar   | Luna - 65%, contra 1 concorrente                  |
| Expulsões                                              | 2 - Liliana B. e Rúben                            |
| Desistências                                           | 1 - Marta                                         |

## Audiências
Cada ponto de rating equivale a 95 000 espetadores.

### Galas
| Sem   | Dia                                  | Horário    | Espetadores | Rating | Share  | Posição (no Dia) | Fonte  |
| ----- | ------------------------------------ | ---------- | ----------- | ------ | ------ | ---------------- | ------ |
| 0     | Sábado, 3 de outubro de 2015         | 21:30-0:40 | 1.377.500   | 14,5 % | 38,9 % | #1               | [ 25 ] |
| 1     | Domingo, 11 de outubro de 2015       | 21:25-0:20 | 1.035.500   | 10,9 % | 23,8 % | #4               | [ 26 ] |
| 2     | Domingo, 18 de outubro de 2015       | 21:30-0:20 | 1.083.000   | 11,4 % | 23,9 % | #3               | [ 27 ] |
| 3     | Domingo, 25 de outubro de 2015       | 21:30-0:20 | 940.500     | 9,9 %  | 22,6 % | #3               | [ 28 ] |
| 4     | Domingo, 1 de novembro de 2015       | 21:40-0:00 | 921.500     | 9,7 %  | 23,1 % | #5               | [ 29 ] |
| 5     | Domingo, 8 de novembro de 2015       | 21:45-0:00 | 826.500     | 8,7 %  | 21,2 % | #6               | [ 30 ] |
| 6     | Domingo, 15 de novembro de 2015      | 22:00-0:30 | 950.000     | 9,7 %  | 26,2 % | #6               | [ 31 ] |
| 7     | Domingo, 22 de novembro de 2015      | 22:30-0:30 | 893.000     | 9,4 %  | 23,1 % | #7               | [ 32 ] |
| 8     | Domingo, 29 de novembro de 2015      | 22:25-0:40 | 1.054.500   | 11,1 % | 28,8 % | #5               | [ 33 ] |
| 9     | Domingo, 6 de dezembro de 2015       | 22:25-0:45 | 912.000     | 9,6 %  | 24,5 % | #6               | [ 34 ] |
| 10    | Domingo, 13 de dezembro de 2015      | 21:45-0:45 | 931.000     | 9,8 %  | 23,4 % | #5               | [ 35 ] |
| 11    | Domingo, 20 de dezembro de 2015      | 21:45-0:20 | 1.083.000   | 11,4 % | 25,6 % | #3               | [ 36 ] |
| 12    | Domingo, 27 de dezembro de 2015      | 21:50-0:20 | 1.064.000   | 11,2 % | 24,3 % | #3               | [ 37 ] |
| 13    | Quinta-feira, 31 de dezembro de 2015 | 21:25-1:10 | 1.216.000   | 12,8%  | 38,3%  | #1               | [ 38 ] |
| Média | Média                                | Média      | 1.020.570   | 10,7 % | 26,3 % |                  |        |

### Nomeações
| Sem   | Dia                                 | Horário     | Espetadores | Rating | Share  | Posição (no Dia) | Fonte  |
| ----- | ----------------------------------- | ----------- | ----------- | ------ | ------ | ---------------- | ------ |
| 1     | Terça-feira, 6 de outubro de 2015   | 23:00-23:43 | 874.000     | 9,2 %  | 26,8 % | #7               | [ 39 ] |
| 2     | Terça-feira, 13 de outubro de 2015  | 19:15-20:00 | 703.000     | 7,4 %  | 19,8 % | #9               | [ 40 ] |
| 3     | Terça-feira, 20 de outubro de 2015  | 23:00-23:47 | 853.600     | 8,8 %  | 25,6 % | #8               | [ 41 ] |
| 4     | Terça-feira, 27 de outubro de 2015  | 23:00-23:45 | 817.000     | 8,6 %  | 27,4 % | #8               | [ 42 ] |
| 5     | Domingo, 1 de novembro de 2015      | 0:00-0:20   | 703.000     | 7,4 %  | 27,3 % | #9               | [ 29 ] |
| 5     | Terça-feira, 3 de novembro de 2015  | 23:00-23:50 | 760.000     | 8 %    | 24,1 % | #9               | [ 43 ] |
| 6     | Domingo, 8 de novembro de 2015      | 0:00-0:25   | 712.500     | 7,5 %  | 27 %   | #7               | [ 30 ] |
| 6     | Terça-feira, 10 de novembro de 2015 | 19:15-20:00 | 779.000     | 8,2 %  | 19,2 % | #8               | [ 44 ] |
| 7     | Terça-feira, 17 de novembro de 2015 | 19:15-20:00 | 693.500     | 7,3 %  | 17,2 % | #10              | [ 45 ] |
| 8     | Terça-feira, 24 de novembro de 2015 | 19:15-20:00 | 864.500     | 9,1 %  | 20,9 % | #8               | [ 46 ] |
| 9     | Terça-feira, 1 de dezembro de 2015  | 19:15-20:00 | 807.500     | 8,5 %  | 20,9 % | #8               | [ 47 ] |
| 10    | Terça-feira, 8 de dezembro de 2015  | 18:15-20:00 | 864.500     | 9,1 %  | 20,2 % | #10              | [ 48 ] |
| 11    | Terça-feira, 15 de dezembro de 2015 | 19:15-20:00 | 874.000     | 9,2 %  | 22,1 % | #8               | [ 49 ] |
| 12    | Terça-feira, 22 de dezembro de 2015 | 19:15-20:00 | 750.500     | 7,9 %  | 19,3 % | #9               | [ 50 ] |
| Média | Média                               | Média       | 789.800     | 8,3 %  | 22,7 % |                  |        |

- Secret Story - Casa dos Segredos
- Big Brother